# Wybory regionalne w Kraju Saary w 2017 roku
Wybory do Landtagu Saary w 2017 roku – wybory do Landtagu 16. kadencji odbyły się 26 marca.

## Zarejestrowane komitety
19 stycznia 2017 upłynął termin rejestracji list wyborczych i kandydatów. Do wyborów zostało dopuszczonych 16 komitetów z czego 14 w skali całego kraju związkowego. Związek Wolnych Obywateli (FBU) zarejestrował listę w okręgu obejmującym Neunkirchen, a Bündnis Grundeinkommen – Die Grundeinkommenspartei (BGE) wyłącznie w Saarbrücken.
| Partia                                             | Skrót       | Lider                               |
| -------------------------------------------------- | ----------- | ----------------------------------- |
| Unia Chrześcijańsko-Demokratyczna                  | CDU         | Annegret Kramp-Karrenbauer          |
| Socjaldemokratyczna Partia Niemiec                 | SPD         | Anke Rehlinger                      |
| Die Linke                                          | Die Linke   | Oskar Lafontaine                    |
| Niemiecka Partia Piratów                           | Piraten     | Gerd Rainer Weber                   |
| Związek 90/Zieloni                                 | Grüne       | Hubert Ulrich, Barbara Meyer-Gluche |
| Niemiecka Partia Rodzin                            | FAMILIE     | Roland Körner                       |
| Wolna Partia Demokratyczna                         | FDP         | Oliver Luksic                       |
| Narodowodemokratyczna Partia Niemiec               | NPD         | Peter Marx                          |
| Wolni Wyborcy                                      | FW          | Uwe Kammer                          |
| Alternatywa dla Niemiec                            | AfD         | Rudolf Müller                       |
| Bündnis Grundeinkommen – Die Grundeinkommenspartei | BGE         | Jeanine Hechl                       |
| Demokratische Bürger Deutschland                   | DBD         | Hans Peter Pflug                    |
| Die Einheit                                        | Die Einheit | Andrej Bott                         |
| Die Reformer                                       | Reformer    | Paul Müller                         |
| Związek Wolnych Obywateli                          | FBU         | Gisela Müller                       |
| Liberalno-Konserwatywni Reformatorzy               | LKR         | Sven Wagner                         |

## Wyniki wyborów
Zgodnie z oficjalnymi wynikami wybory do Landtagu wygrała Unia Chrześcijańsko-Demokratyczna, która uzyskała 40,7% głosów i 24 mandaty. Drugie miejsce przypadło Socjaldemokratycznej Partii Niemiec. Pierwszy raz przedstawicieli do lokalnego parlamentu wprowadziła eurosceptyczna i konserwatywna Alternatywa dla Niemiec. Frekwencja wyborcza wyniosła 69,69%.
| Partia polityczna | Partia polityczna        | Liczba głosów | %      | +/−  | Liczba mandatów | +/− |
| ----------------- | ------------------------ | ------------- | ------ | ---- | --------------- | --- |
|                   | CDU                      | 217,265       | 40,72% | 5,48 | 24              | 5   |
|                   | SPD                      | 157,841       | 29,58% | 1,0  | 17              |     |
|                   | Die Linke                | 68,566        | 12,85% | 3,28 | 7               | 2   |
|                   | AfD                      | 32,935        | 6,17%  | 6,17 | 3               | 3   |
|                   | Związek 90/Zieloni       | 21,392        | 4,01%  | 1,03 | 0               | 2   |
|                   | FDP                      | 17,419        | 3,26%  | 2,04 | 0               | –   |
|                   | Niemiecka Partia Rodzin  | 4,433         | 0,83%  | 0,91 | 0               | –   |
|                   | Niemiecka Partia Piratów | 3,979         | 0,75%  | 6,66 | 0               | 4   |
|                   | NPD                      | 3,744         | 0,70%  | 0,46 | 0               | –   |